# Paul Young
|  | For sangeren fra Mike + The Mechanics og Sad Café, se Paul Young (Sad Café) |
Paul Antony Young (født 17. januar 1956 i Luton, England) er en engelsk rocksanger.
Han blev kendt i 1983 med bandet "The Q-Tips" og slog igennem med en coverversion af Marvin Gaye klassikeren "Wherever I Lay My Hat (That's My Home)". Nummeret fik en 1. hitliste placering i Storbritannien.

## Diskografi
- The live edition (1983)
- No parlez (1983)
- The secret of association (1985)
- Best ballads(compilation) (1985)
- Between two fires (1986)
- Other voices (1988)
- The crossing (1993)
- Reflections (1994)
- Acoustic paul young (1994)
- Paul young (1996)